# Difensori (fumetto)
I Difensori (The Defenders) sono un immaginario gruppo di personaggi che compare nei fumetti pubblicati negli Stati Uniti d'America dalla Marvel Comics, creato da Roy Thomas (testi) e Ross Andru (disegni) nel 1971. La prima apparizione è in Marvel Feature (Vol. 1) n. 1 mentre la prima collana a loro dedicata è Defenders (Vol. 1) pubblicata dal 1972 al 1986. I suoi membri originali e fondatori sono il Dottor Strange, Namor e Hulk. Durante la sua esistenza, il gruppo ha spesso cambiato composizione, accogliendo svariati eroi, oggi in parte dimenticati o divenuti minori, come Valchiria, Hellcat, Nottolone, Gargoyle, Dragoluna, Guardiano Rosso ed altri ancora.

## Storia del gruppo

### Origini
Il nucleo del gruppo si forma quando, per respingere la minaccia demoniaca dai demoni noti come gli Immortali (Undying Ones), lo Stregone Supremo Dottor Strange convince il Principe Namor ed Hulk a collaborare. Poco tempo dopo, per sventare un tentativo di distruzione della Terra architettato dal folle scienziato alieno Yandroth, il gruppo si riunisce nuovamente, assumendo ufficialmente il nome di Difensori.
La squadra, viste le caratteristiche inusuali dei membri che lo compongono, fin da subito si caratterizza come un gruppo irregolare che si riunisce saltuariamente nel momento del bisogno. I suoi membri, al di là di un ristretto gruppo di personaggi ricorrenti, entrano ed escono dalla squadra in rapida successione. Quando la minaccia degli Immortali torna a colpire la Terra, il gruppo rientra in azione, accogliendo tra le sue file anche Silver Surfer. Nel breve periodo, i ranghi della squadra si allargano, arrivando ad accogliere, per periodi più o meno lunghi, eroi come l'asgardiana Valchiria, l'arciere ex Vendicatore Occhio di Falco, il magnate Nottolone, il figlio di Satana Daimon Hellstrom, l'Eroe in Vendita Luke Cage e la dissidente sovietica Tania Belinskaya, alias Guardiano Rosso. Uno dei membri più longevi del gruppo è Gargoyle, l'anziano Isaac Christians divenuto un demone dopo un rito mistico finito male, unitosi al gruppo per sventare i piani dei demoni noti come "Mano a Sei Dita" (Six-Fingered Hand). In seguito, la squadra affronta pericoli cosmici e mistici in successione, sventando piani di Dormammu, Xemnu, Shazana e Null l'Oscurità Vivente (Null the Living Darkness). 
In un'occasione, i Difensori si ritrovano costretti a combattere contro i Vendicatori poiché ingannati da Loki e Dormammu, intenzionati a vendicarsi degli eroi della Terra sfruttando il potere mistico dell'Occhio del Male di Avalon (Evil Eye of Avalon), che li mettono uno contro l'altro. Un punto di svolta per la vita del gruppo si ha quando la squadra, formata ormai stabilmente dal Dottor Strange, Hulk, Namor, Valchiria, Silver Surfer, Bestia e Gargoyle, viene contattata dai Tribunali (Tribunals), delle entità cosmiche che li mettono in guardia dallo stare uniti, poiché l'unione delle rispettive anime karmiche potrebbe minacciare il futuro della Terra. I membri originali del gruppo, dunque, decidono di sciogliere la squadra. L'eredità viene raccolta dalla Bestia che riorganizza il team, formando i Nuovi Difensori (The New Defenders).

### Nuovi Difensori
Riorganizzata la squadra con un roster più stabile, composto dalla Bestia, Angelo, l'Uomo Ghiaccio, Gargoyle, Valchiria e Dragoluna, e trovata una base nel Colorado, i Difensori ritornano immediatamente in attività. In poco tempo, il gruppo accoglie tra le sue file anche personaggi come Candy Southern, fidanzata di Angelo, Nuvola, l'essenza di una nube di gas cosmici finita sulla Terra e reincarnatasi in una ragazza, e Andromeda, soldatessa di Atlantide a caccia di nuove avventure. La sfida più grande che i Nuovi Difensori si trovano ad affrontare è quella portata dal Drago della Luna (Dragon of the Moon), entità mistica che, a più riprese, prende possesso di Dragoluna, trasformandola lentamente in un essere malvagio. Alla fine, è proprio il Drago a sancire la fine delle avventure dei Nuovi Difensori quando, preso ancora una volta il controllo della donna di Titano, viene distrutto grazie all'intervento del mutante Manslaughter ed il suo misterioso maestro, Interloper, che nello scontro con l'entità del Drago perdono apparentemente la vita insieme a Dragoluna, Andromeda, Valchiria e Gargoyle.Gli unici superstiti del gruppo, Angelo, Bestia e l'Uomo Ghiaccio, confluiscono nel neonato gruppo mutante di X-Factor.

### Difensori Segreti
Dal 1993 al 1995 nelle edicole americane uscì la nuova testata Secret Defenders. Strange crea i Difensori Segreti, formazione i cui membri cambiano di avventura in avventura. Tra i membri più illustri vi sono: l'Uomo Ragno, Wolverine, Hulk, Ghost Rider. Negli ultimi episodi Strange viene sostituito da Dr.Druido e la squadra conta su membri stabili, Cadaver e Shadowoman (poi diventata Sepulchre).

### Dopo Civil War
Dopo la fine di Civil War, nella miniserie intitolata The Last Defenders scritta da Joe Casey e disegnata da Jim Muniz, verrà creato un nuovo gruppo di Difensori capitanati da Nottolone, appartenenti all'Iniziativa dei 50 Stati di Tony Stark. Come successo in passato, si tratterà di un "non gruppo" ovvero la squadra non avrà membri fissi ma varieranno con il procedere delle storie. Fino ad ora i membri apparsi nella miniserie sono stati: Colosso, She-Hulk, Blazing Skull, Atlas, Paladin e Junta.

## Componenti
Di seguito sono elencati i personaggi principali che hanno fatto parte del gruppo nel corso degli anni.

### Difensori e Nuovi Difensori
- Andromeda
- Angelo (Warren Worthington III, anche membro dei Difensori Segreti)
- Ant-Man (Scott Lang)

- Bestia
- Calabrone (Henry Pym)
- Cavaliere Nero (Dane Whitman)
- Candy Southern
- Clea
- Devil
- Devil-Slayer
- Dragoluna
- Dottor Strange (anche membro dei Difensori Segreti e dell'Ordine)
- Figlio di Satana (anche membro degli Ultimi Difensori)
- Gargoyle (Isaac Christians)
- Gatta Nera
- Ghost Rider (Johnny Blaze)
- Guardiano Rosso
- Hellcat (anche membro dell'Ordine)
- Hulk (Bruce Banner, anche membro dei Difensori Segreti e dell'Ordine)
- Iniziato
- Interloper
- Jessica Jones
- Power Man (Luke Cage, anche membro dei Difensori Segreti)
- Manslaughter
- Moon Knight
- Namor (anche membro dell'Ordine)
- Nottolone (Kyle Richmond, anche membro degli Ultimi Difensori e dell'Ordine)
- Nuvola
- Occhio di Falco (Clinton Barton)
- Seraph (Sonya Tolsky)
- Silver Surfer (anche membro dei Difensori Segreti e dell'Ordine)
- Uomo Ghiaccio (anche membro dei Difensori Segreti)
- Valchiria (Brunnhilde, anche membro dell'Ordine)
- Wasp (Janet van Dyne)

### Difensori Segreti
- Capitan America (Steven Rogers)
- Cadaver
- Dagger
- Darkhawk
- Deadpool
- Deathlok (Michael Collins)
- Donna Ragno (Julia Carpenter)
- Dottor Druido
- Drax
- Ghost Rider (Daniel Ketch)
- Giant Man (Henry Pym)
- Namorita
- Nomad (Jack Monroe)
- Nova (Richard Rider)
- Northstar
- Pugno d'Acciaio
- Punitore
- Scarlet
- Sepulchre
- Sleepwalker
- Thunderstrike (Eric Masterson)
- Uomo Ragno (Peter Parker)
- U.S. Agent
- War Machine
- Wolverine

### Ultimi Difensori
- Atlas (Erik Josten)
- Blazing Skull
- Colosso
- Junta
- Krang
- Nottolone (Joaquin Pennysworth)
- Paladino
- She-Hulk

## Altre versioni

### Ultimate

Da sinistra: Power Man, Valchiria, Nighthawk, Giant-Man, Figlio di Satana, Hellcat

Nel numero 20 dell'edizione italiana di Ultimates (marzo 2006), Giant-Man (il dottor Henry Pym), dopo essere stato cacciato dagli Ultimates, si unisce allo sfortunato gruppo emergente autoproclamatosi I Difensori, in cui è l'unico ad avere veri superpoteri. Gli altri "eroi", il cui nome coincide con i principali supereroi del gruppo originale, sono:
- Nighthawk: è un uomo privo di superpoteri che si traveste da gufo. Viene brutalmente picchiato, derubato e quasi arso vivo da un gruppo di giovanissimi criminali nel corso della prima missione dei Difensori.
- Hellcat
- Power Man
- Figlio di Satana
- Valchiria: questa disinibita diciannovenne dichiara di essere l'unica ad avere una discreta superforza (a suo dire, potrebbe sollevare 130 kg[25]) e anche di essere un'esperta di arti marziali (cintura marrone, sic!), però non la si vede mai utilizzare queste sue pretese "abilità". Valchiria si autodefinisce la "versione femminile di Thor", senza però nessuno dei suoi poteri, ne' il martello, ne' la capacità di controllare il clima, ne' di volare e senza la forza e l'immortalità del dio del tuono. Valchiria intreccia quasi subito una relazione di solo sesso con Hank Pym, e durante una delle loro notti insieme gli chiede addirittura di travestirsi da Capitan America, con grande umiliazione di Pym.
- Cavaliere Nero: è perennemente "bloccato nel traffico di New York", ragion per cui non partecipa quasi mai alle missioni del gruppo.
- Dottor Strange: viene presentato dai Difensori come il "pezzo da novanta" del gruppo, ma in realtà non compare mai, probabilmente si tratta solo di una forma di pubblicità promossa da questi aspiranti eroi; quando Hank Pym arriva alla "base" dei Difensori (uno squallido appartamento) il dottore sarebbe assente perché "impegnato in una visita a domicilio".

## Altri media
- In un episodio della serie televisiva Avengers Assemble il Dottor Destino, per sconfiggere gli Avengers crea una macchina del tempo e riscrive il corso degli eventi in cui gli Avengers non esistono, e lui è il dominatore del mondo e gli unici che lo combattono sono i "Difensori", costituiti da Falcon, Peter Parker, la Sposa Nera, Tony Stark, Bruce Banner e Occhio di Falco.
- Il gruppo è protagonista della serie televisiva prodotta da Netflix The Defenders, serie che riunisce i protagonisti delle precedenti serie televisive prodotte dalla stessa emittente e dalla Marvel Cinematic Universe (Daredevil, Jessica Jones, Luke Cage e Iron Fist).